# Codominance

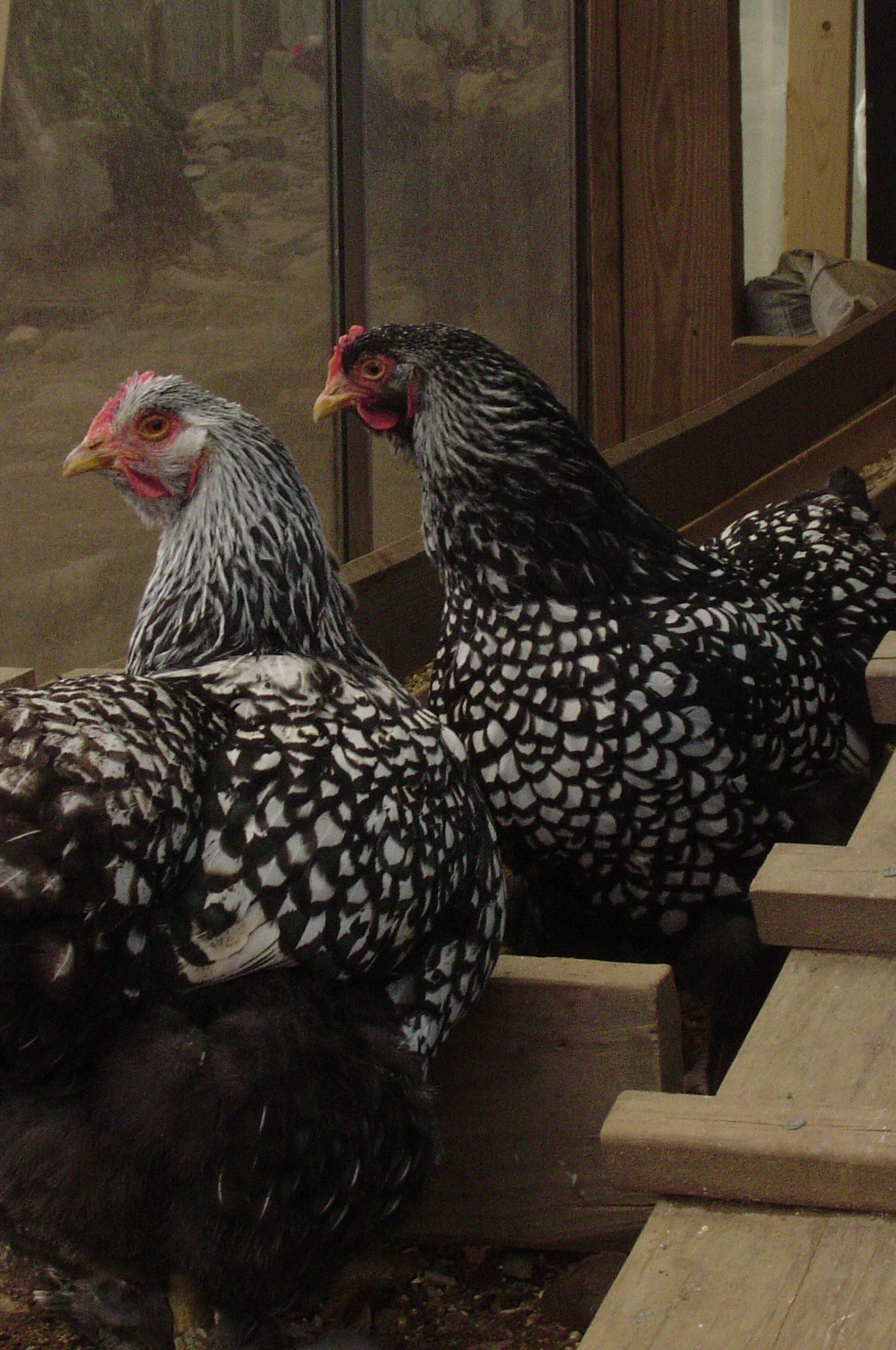
Chez la poule Wyandotte les deux allèles qui déterminent le caractère de la couleur du plumage s'expriment dans une même proportion. Blanc et noir étant codominants, on obtient un plumage bigarré. En cas de dominance incomplète de ces deux allèles, le plumage aurait été entièrement gris.

En génétique, la codominance désigne le fait que deux variantes différentes d'un gène, dites allèles, participent en commun à la détermination d'un trait particulier, dit phénotype, tel que la couleur de l'épiderme ou du pelage.
Plus précisément, chez un individu qui porte deux allèles différents d'un gène (génotype hétérozygote), les deux s'expriment à la fois pour générer un phénotype intermédiaire entre ceux qui auraient été obtenus si les deux allèles avaient été identiques (génotype homozygote).
Inversement, en cas de dominance, l'un des deux allèles l'emporte pour générer l'une des deux variantes extrêmes de phénotype, comme si l'individu était homozygote. Il existe également des cas de dominance partielle.

## Explication générale
Deux allèles qui s'expriment de façon codominante signifie qu'ils ont le même taux d'expression. De façon plus imagée, ils ont un taux d'expression respectif de 50-50.
Expression identique de chacun des deux allèles. Cela ne s'applique donc que pour des organismes dits diploïde au minimum (ils peuvent être donc polyploïdes) 
Ainsi, si un organisme mâle donne (par ses gamètes) un marqueur A, et une femelle donne un marqueur B, de telle manière qu'ils soient exprimés en même temps chez le nouveau-né, ce dernier aura les deux marqueurs exprimés autant l'un que l'autre, ce qui définira une codominance.
Ce qui est observé avec un allèle codominant (donc quand un individu est hétérozygote) est tout autre: on a un génotype intermédiaire.
Le phénotype est donc l'expression conjointe des deux allèles.
Ceci n'est donc pas à confondre avec les dominances incomplètes car dans ces cas là, on a plutôt un rapport inégal. 40-60 (par exemple).

## Exemples en pathologie

Drepanocytose

En faisant l'hypothèse qu'un allèle malade est « a » et le sain est « A », on a en général dans un individu hétérozygote « A/a », un phénotype A (s'il est dominant sur « a »).
C'est-à-dire que seul un allèle s'exprime.
Or en codominance, les deux s'exprimant de manière égale, il existe un phénotype intermédiaire.
C'est cela qui est retrouvé dans la drépanocytose ou dans les thalassémies – des maladies affectant les globules rouges sanguins – car dans ces deux cas, chacune des chaînes β de l'hémoglobine est codée par un allèle. Les hétérozygotes seront donc atteints de la maladie sous sa forme mineure. On les considèrera comme sains.
Il faut de plus savoir que les gènes concernés dans ces cas-là ne sont que les autosomes donc pas sur les chromosomes sexuels.

## Exemples en physiologie

Systeme de groupe ABO.

Notons encore ce mode d'expression dans le système sanguin ABO, où on a soit un allèle A (groupe A), ou le B (groupe B), ou les deux (groupe AB et c'est ici que l'on parlera de codominance), ou les deux allèles O (Groupe O) car l'allèle A est dominant sur le O, et le B l'est de la même manière sur ce-dernier.
Nous remarquerons qu'il en va de même pour les Rhésus positifs ou négatifs.

## Sources et références
1. ↑  (en) Duncan J. Shaw, Molecular genetics of human inherited disease, Chichester, Wiley, 1995, 230 p., relié (ISBN 978-0-471-93459-2, LCCN 95010485)
2. ↑  Mendelian inhertance in Man catalog of autosomal dominance, autosomal recessive and X-linked phenomenon, volume 1 and 2. Mc kusich, Vict A; Johns Hopkins university press 1992.